# Liste des sociétés de géographie

## Sociétés internationales
Liste des sociétés de géographie d'importance internationale classées par date de création :
- 1821 :  Paris
- 1828 :  Berlin
- 1830 :  Londres, Royal Geographical Society
- 1833 :  Mexico
- 1836 :  Francfort-sur-le-Main
- 1845 :  Darmstadt
- 1845 :  Saint-Pétersbourg
- 1851 :  New York
- 1856 :  Vienne
- 1858 :  Genève
- 1861 :  Leipzig
- 1863 :  Dresde
- 1867 :  Turin
- 1867 :  Kiel
- 1869 :  Munich
- 1870 :  Brême (ville)
- 1872 :  Budapest
- 1873 :  Rome
- 1873 :  Berne
- 1873 :  Amsterdam
- 1873 :  Hambourg
- 1873 :  Halle (Saxe-Anhalt)
- 1875 :  Copenhague
- 1875 :  Bucarest
- 1875 :  Madrid
- 1875 :  Lisbonne
- 1875 :  Le Caire
- 1876 :  Bruxelles
- 1876 :  Anvers
- 1876 :  Lima
- 1876 :  Alger
- 1877 :  Stockholm
- 1877 :  Varsovie
- 1877 :  Québec
- 1878 :  Hanovre
- 1879 :  Tokyo
- 1883 :  Rio de Janeiro
- 1884 :  Perth
- 1885 :  Madrid
- 1885 :  Neuchâtel
- 1886 :  Adélaïde
- 1888 :  Washington, D.C.
- 1888 :  Helsinki
- 1888 :  Sydney
- 1889 :  Oslo
- 1891 :  Philadelphie
- 1894 :  Prague
- 1898 :  Chicago
- 1899 :  Dacca
- 1901 :  Athènes
- 1902 :  Baltimore
- 1902 :  Malte
- 1903 :  Bogota
- 1906 :  La Havane
- 1910 :  Belgrade
- 1911 :  Santiago du Chili
- 1922 :  Buenos Aires
- 1928 :  Liège
- 1929 :  Ottawa
- 1941 :  Ankara
- 1949 :  Zagreb

## Sociétés françaises
Liste des sociétés de géographie françaises classées par date de création :
- 1821 : Paris
- 1873 : Lyon (Rhône)
- 1874 : Bordeaux (Gironde)
- 1875 : Bourges (Cher)
- 1876 : Marseille (Bouches-du-Rhône)
- 1878 : Montpellier (Hérault)
- 1878 : Valenciennes (Nord)
- 1878 : Rochefort (Charente-Maritime)
- 1879 : Nancy (Meurthe-et-Moselle)
- 1879 : Rouen (Seine-Maritime)
- 1879 : Saint-Lô (Manche)
- 1880 : Lille (Nord)
- 1880 : Saint-Omer (Pas-de-Calais)
- 1880 : Dunkerque (Nord)
- 1880 : Béthune (Pas-de-Calais)
- 1880 : Douai (Nord)
- 1881 : Bourg-en-Bresse (Ain)
- 1881 : Dijon (Côte-d'Or)
- 1881 : Cambrai (Nord)
- 1881 : Saint-Quentin (Aisne)
- 1882 : Brest (Finistère)
- 1882 : Lorient (Morbihan)
- 1882 : Toulouse (Haute-Garonne)[1]
- 1882 : Nantes (Loire-Atlantique)
- 1882 : Rennes (Ille-et-Vilaine)
- 1882 : Toul (Meurthe-et-Moselle)
- 1884 : Le Havre (Seine-Maritime)
- 1884 : Reims (Marne)
- 1884 : Tours (Indre-et-Loire)
- 1886 : Toulon (Var)
- 1886 : Saint-Nazaire (Loire-Atlantique)
- 1888 : Charleville (Ardennes)
- 1890 : Laon (Aisne)
- 1898 : Poitiers (Vienne)
- 1899 : Saint-Étienne (Loire)
- 1946 : Compiègne (Oise)

## Sources et références
Source
- Site officiel de la Société de géographie.

Référence
1. ↑  Michel Taillefer (d), « Cent ans de géographie pyrénéenne », Bulletin de la Société de géographie, Toulouse, Société de géographie,‎ 1981, p. 14 (ISSN 1148-8352, BNF 34427996, lire en ligne sur Gallica, consulté le 4 juin 2025).